# Nils Olav Fjeldheim
Nils Olav Fjeldheim (Tysværvåg, 18 de abril de 1977) es un deportista noruego que compitió en piragüismo en las modalidades de aguas tranquilas y maratón.
Participó en dos Juegos Olímpicos: Sídney 2000 y Atenas 2004, obteniendo una medalla de bronce en Atenas 2004 en la prueba de K2 1000 m. Ganó tres medallas en el Campeonato Mundial de Piragüismo entre los años 1998 y 2002, y cinco medallas en el Campeonato Europeo de Piragüismo entre los años 1999 y 2004.
En la modalidad de maratón, obtuvo dos medallas en el Campeonato Mundial en los años 2001 y 2002.

## Palmarés internacional

### Piragüismo en aguas tranquilas
| Juegos Olímpicos   | Juegos Olímpicos | Juegos Olímpicos  | Juegos Olímpicos |
| Año                | Lugar            | Medalla           | Competición      |
| ------------------ | ---------------- | ----------------- | ---------------- |
| 2004               | Atenas (Grecia)  | Medalla de bronce | K2 1000 m        |
| Campeonato Mundial |                  |                   |                  |
| Año                | Lugar            | Medalla           | Competición      |
| 1998               | Szeged (Hungría) | Medalla de bronce | K4 200 m         |
| 2001               | Poznań (Polonia) | Medalla de oro    | K2 1000 m        |
| 2002               | Sevilla (España) | Medalla de plata  | K2 1000 m        |
| Campeonato Europeo |                  |                   |                  |
| Año                | Lugar            | Medalla           | Competición      |
| 1999               | Zagreb (Croacia) | Medalla de plata  | K2 200 m         |
| 2000               | Poznań (Polonia) | Medalla de oro    | K2 1000 m        |
| 2001               | Milán (Italia)   | Medalla de oro    | K2 1000 m        |
| 2002               | Szeged (Hungría) | Medalla de bronce | K2 1000 m        |
| 2004               | Poznań (Polonia) | Medalla de oro    | K2 1000 m        |

### Piragüismo en maratón
| Campeonato Mundial | Campeonato Mundial     | Campeonato Mundial | Campeonato Mundial |
| Año                | Lugar                  | Medalla            | Competición        |
| ------------------ | ---------------------- | ------------------ | ------------------ |
| 2001               | Stockton (Reino Unido) | Medalla de oro     | K2                 |
| 2002               | Zamora (España)        | Medalla de oro     | K2                 |